# Alex Webster
Alex Webster, född 25 oktober 1969 i Akron, New York, är en amerikansk musiker, i huvudsak känd som basist i Cannibal Corpse.

## Biografi
Tillsammans med Chris Barnes, Bob Rusay, Jack Owen och Paul Mazurkiewicz grundade Webster 1988 Cannibal Corpse. Dessförinnan var han med i bandet Beyond Death, med vilket han spelade in två demor: A Slice of Death (1987) och Yuk Fou (1988).

## Diskografi i urval
Cannibal Corpse
- Eaten Back to Life (1990)
- Butchered at Birth (1991)
- Tomb of the Mutilated (1992)
- The Bleeding (1994)
- Vile (1996)
- Gallery of Suicide (1998)
- Bloodthirst (1999)
- Gore Obsessed (2002)
- The Wretched Spawn (2004)
- Kill (2006)
- Evisceration Plague (2009)
- Torture (2012)
- A Skeletal Domain (2014)
- Red Before Black (2017)